# Ham Lake (Minnesota)
Ham Lake es una ciudad ubicada en el condado de Anoka en el estado estadounidense de Minnesota. En el Censo de 2010 tenía una población de 15296 habitantes y una densidad poblacional de 165,35 personas por km².

## Geografía
Ham Lake se encuentra ubicada en las coordenadas 45°15′17″N 93°11′42″O / 45.25472, -93.19500. Según la Oficina del Censo de los Estados Unidos, Ham Lake tiene una superficie total de 92.5 km², de la cual 89.08 km² corresponden a tierra firme y (3.7%) 3.43 km² es agua.

## Demografía
Según el censo de 2010, había 15296 personas residiendo en Ham Lake. La densidad de población era de 165,35 hab./km². De los 15296 habitantes, Ham Lake estaba compuesto por el 94.36% blancos, el 0.67% eran afroamericanos, el 0.37% eran amerindios, el 2.45% eran asiáticos, el 0.03% eran isleños del Pacífico, el 0.8% eran de otras razas y el 1.32% pertenecían a dos o más razas. Del total de la población el 2.2% eran hispanos o latinos de cualquier raza.